# Kamza község
Kamza község (albán Bashkia Kamëz) második szintű közigazgatási egység Albánia középső részén, Tirana közvetlen északi-északnyugati szomszédságában, a főváros elővárosi övezetének része.  A Tirana megyéhez tartozó, 2015-ben létrehozott község székhelye Kamza városa, alközségei Kamza és Paskuqan. A 2011-es népszámlálás alapján a Tiranával mára összeépült község népessége 104 190 fő. Az egykori mezőgazdasági vidék napjainkra az albán főváros, Tirana északi elővárosi övezete lett.

## Fekvése és földrajza
Kamza község a Lezha–Tiranai-síkság kistája, a Tiranai-sík északi részén, a Tërkuza és a Tirana folyók közén fekszik. Nyugati síksági részét keleten alacsony dombság váltja fel, amelynek legmagasabb pontja a Babrujai-hegy (Maja e Babrusë, 306 m). Paskuqan mellett terül el az 1,1 km²-es felületű, mesterségesen létrehozott Paskuqani-tó (Liqeni i Paskuqanit). A község nyugati, kamzai részén áthalad a Tiranát Shkodrán keresztül Han i Hotittal összekötő SH1-es jelű főút.

## Története és nevezetességei
Az i. e. 2. századi római hódítást követően szórványosan benépesült a vidék, ennek tanúi a Laknasból ismert i. e. 2. századi római villa, a tiranai Nemzeti Történeti Múzeumban is kiállított i. e. 3–2. századi sztélé, és egy i. sz. 1–2. századi valiasi sírkő.
A vízjárta, ritkán lakott síksági-dombsági terület legfontosabb települése Kamza volt, amelyet 1431-ben említették először a források, és a 18. századig többször elpusztult. 1830 körül a Toptani család birtoka lett a terület, akik megkezdték a vidék betelepítését, 1882-ben pedig helyőrséget is létesítettek Kamzában. Először 1922-ben, majd 1927-ben leányiskola nyílt Kamzában, amely 1951-ben a Mezőgazdasági Főiskola (ma Tiranai Mezőgazdasági Egyetem) központja lett. Az itt kialakított szocialista állami gazdaságban termelték meg a fővárosi lakosság számára szükséges mezőgazdasági terményeket, az 1970-es években pedig lignitbányát nyitottak Valiasnál.
Az 1991-es rendszerváltás idején a terület falvai Tirana agglomerációs települései közé tartoztak. Ezt követően azonban megindult a vidéki lakosság nagy arányú migrációja a főváros felé, és 2011-re a Tiranával összeépült község lakossága meghaladta a 100 ezer főt.